# Warman (Saskatchewan)
Warman (offiziell City of Warman) ist eine Gemeinde im südlichen Zentrum der kanadischen Provinz Saskatchewan. Die Gemeinde ist eine „urban municipality“ mit dem Status einer Stadt (englisch City) und verfügt, wie alle „urban municipalities“ in der Provinz, über eine eigenständige Verwaltung. Warman gilt seit vielen Jahren als eine der am stärksten wachsende Gemeinden in der Provinz. Das weit überdurchschnittliche Bevölkerungswachstum hält bereits, ähnlich wie im westlich gelegenen Martensville, seit Ende der 1990er Jahre an.

## Lage
Die Stadt liegt in den nördlichen Ausläufern der Great Plains und ist umgeben von der Rural Municipality of Corman Park No. 344. Bis zur nächsten Großstadt, dem südlich gelegenen Saskatoon, sind es Luftlinie etwa 20 Kilometer.
Die Gemeinde wird im Osten von dem in Nord-Süd-Richtung verlaufendem Highway 11, welcher auch als „Louis Riel Trail“ bezeichnet wird, tangiert. Außerdem kreuzen sich zwei Eisenbahnstrecken in der Gemeinde.

## Geschichte
Ursprünglich Siedlungsgebiet der First Nations, begann die Geschichte der heutigen Gemeinde nach dem Beginn des 20. Jahrhunderts mit der Ankunft der ersten europäischen Siedler und zweier Eisenbahnstrecken. 1905 umging die in Nord-Süd-Richtung verlaufende Strecke der Canadian Northern Railway Saskatoon und die Gesellschaft richtete nördlich davon am Kreuzungspunkt mit der in Ost-West-Richtung verlaufenden Strecke der Canadian National Railway einen Haltepunkt ein. Die um diesen Haltepunkt entstehende Siedlung hieß zunächst Diamond und wurde später in Warman, nach dem US-amerikanischen Journalisten und Autor Cy Warman, umbenannt. Diese Ansiedlung erhielt im Jahr 1906 einen offiziellen Status (incorporated as a village). Nach dem Ersten Weltkrieg schrumpfte die Gemeinde immer weiter und wurde 1927 zu einem unselbständigen Weiler („Hamlet“) herabgestuft. Nach dem Zweiten Weltkrieg wuchs die Gemeinde dann wieder langsam aber stetig und der offizielle Status der Gemeinde änderte sich dann im Jahr 1962 zum Dorf („Village“) und 1966 zur Kleinstadt („Town“), bevor die Gemeinde im Jahr 2012 zur Stadt („City“) ernannt wurde.

## Demografie
Die Gemeinde wird für den Zensus zur Saskatchewan Census Division No. 11 gerechnet. Der Zensus im Jahr 2016 ergab für die Stadt eine Bevölkerungszahl von 11.020 Einwohnern, nachdem der Zensus im Jahr 2011 für die Gemeinde eine Bevölkerungszahl von nur 7.104 Einwohnern ergeben hatte. Die Bevölkerung hat damit im Vergleich zum letzten Zensus im Jahr 2011 extrem über dem Trend in der Provinz um 55,1 % zugenommen, während der Provinzdurchschnitt bei einer Bevölkerungszunahme von 6,3 % lag. Bereits im Zensuszeitraum von 2006 bis 2011 hatte die Einwohnerzahl in der Gemeinde extrem stärker als der Provinzdurchschnitt um 48,5 % zugenommen, während die Gesamtbevölkerung in der Provinz um 6,7 % zunahm. Parallel zum Bevölkerungswachstum vergrößerte sich in den jeweiligen Zensuszeiträumen auch die Gemeindefläche zu Lasten der umgebenden Landgemeinde Corman Park.
| Zensus | Entwicklung | Entwicklung      | Entwicklung   | Entwicklung                        |
| Zensus | Einwohner   | Veränderung in % | Fläche in km² | Einwohner- dichte in Einw. pro km² |
| ------ | ----------- | ---------------- | ------------- | ---------------------------------- |
| 2016   | 11.020      | + 55,1           | 13,05         | 844,6                              |
| 2011   | 7.104       | + 48,5           | 8,54          | 829,7                              |
| 2006   | 4.764       | + 36,9           | 5,34          | 891,8                              |
| 2001   | 3.480       | + 22,6           | 5,01          | 695,1                              |
| 1996   | 2.839       | + 7,4            | 3,75          | 759,1                              |